# Laviéville (Somme)
Pour les articles homonymes, voir Laviéville.
Laviéville est une commune française située dans le département de la Somme, en région Hauts-de-France.

## Géographie

### Localisation
Laviéville est située sur une colline argileuse dominant le chef de lieu de canton : Albert.
En 2019, la localité est desservie par les lignes d'autocars du réseau interurbain Trans'80 Hauts-de-France (ligne no 36).

### Hydrographie
La commune est située dans le bassin Artois-Picardie. Elle n'est drainée par aucun cours d'eau.

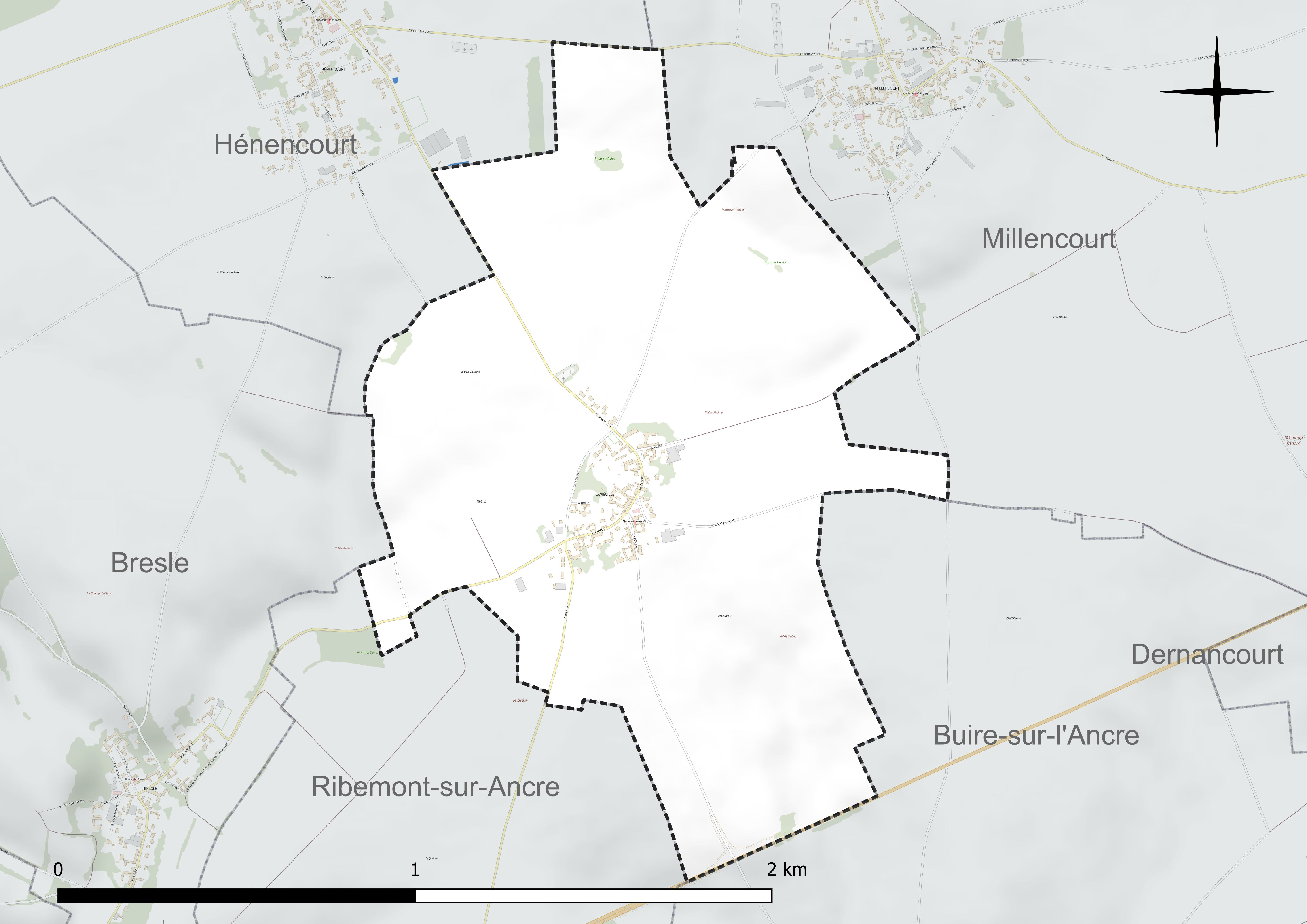
Réseau hydrographique de Laviéville.

### Climat
Pour des articles plus généraux, voir Climat des Hauts-de-France et Climat de la Somme.
En 2010, le climat de la commune est de type climat océanique dégradé des plaines du Centre et du Nord, selon une étude du CNRS s'appuyant sur une série de données couvrant la période 1971-2000. En 2020, Météo-France publie une typologie des climats de la France métropolitaine dans laquelle la commune est exposée à un climat océanique et est dans la région climatique Nord-est du bassin Parisien, caractérisée par un ensoleillement médiocre, une pluviométrie moyenne régulièrement répartie au cours de l'année et un hiver froid (3 °C).
Pour la période 1971-2000, la température annuelle moyenne est de 10,1 °C, avec une amplitude thermique annuelle de 14,6 °C. Le cumul annuel moyen de précipitations est de 774 mm, avec 12,3 jours de précipitations en janvier et 8,6 jours en juillet. Pour la période 1991-2020, la température moyenne annuelle observée sur la station météorologique la plus proche, située sur la commune de Méaulte à 6 km à vol d'oiseau, est de 10,7 °C et le cumul annuel moyen de précipitations est de 730,3 mm,. Pour l'avenir, les paramètres climatiques de la commune estimés pour 2050 selon différents scénarios d'émission de gaz à effet de serre sont consultables sur un site dédié publié par Météo-France en novembre 2022.

## Urbanisme

### Typologie
Au 1er janvier 2024, Laviéville est catégorisée commune rurale à habitat dispersé, selon la nouvelle grille communale de densité à sept niveaux définie par l'Insee en 2022.
Elle est située hors unité urbaine. Par ailleurs la commune fait partie de l'aire d'attraction d'Amiens, dont elle est une commune de la couronne,. Cette aire, qui regroupe 369 communes, est catégorisée dans les aires de 200 000 à moins de 700 000 habitants,.

### Occupation des sols
L'occupation des sols de la commune, telle qu'elle ressort de la base de données européenne d'occupation biophysique des sols Corine Land Cover (CLC), est marquée par l'importance des territoires agricoles (100 % en 2018), une proportion identique à celle de 1990 (100 %). La répartition détaillée en 2018 est la suivante : 
terres arables (100 %). L'évolution de l'occupation des sols de la commune et de ses infrastructures peut être observée sur les différentes représentations cartographiques du territoire : la carte de Cassini (XVIIIe siècle), la carte d'état-major (1820-1866) et les cartes ou photos aériennes de l'IGN pour la période actuelle (1950 à aujourd'hui).

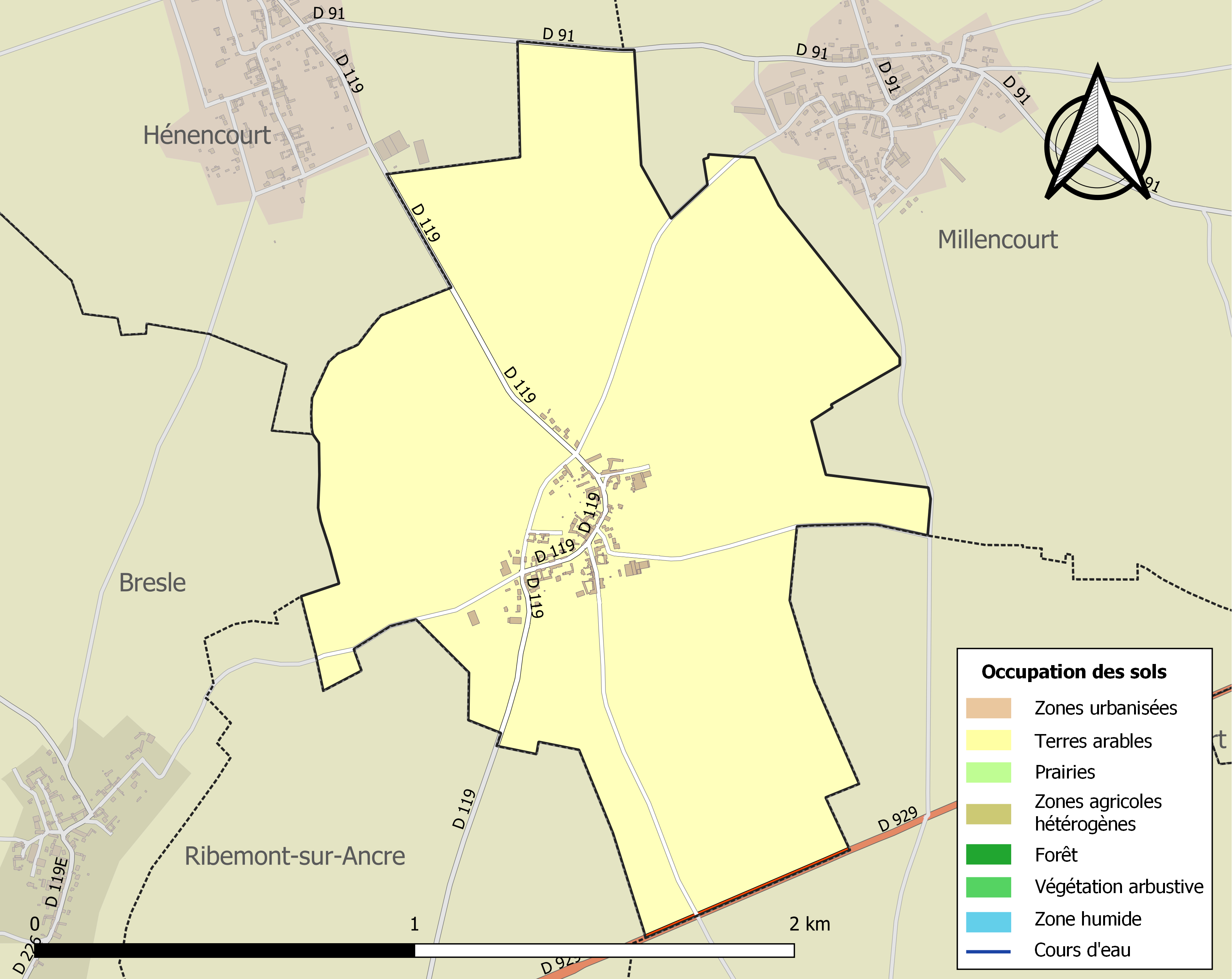
Carte des infrastructures et de l'occupation des sols de la commune en 2018 (CLC).

## Toponymie
Le nom de la localité est attesté sous les formes Vetus Villa en 1156 , le Viesville en  1284.

De l'adjectif féminin, semblable au masculin de la langue d'oïl viez, « vieille ville (village) ».

## Histoire

### Les Templiers et les Hospitaliers
Les Templiers et les Hospitaliers de l'ordre de Saint-Jean de Jérusalem qui, jusqu"au XVIIIe siècle, ont possédé des terres localement. Une croix a été réinstallée près de l'église en 2001.

### Première Guerre mondiale
Pendant la Première Guerre mondiale, le 410e régiment d'infanterie séjourna le 30 octobre 1918 à Laviéville[réf. nécessaire].
Le village a été décoré de la croix de guerre 1914-1918 le 27 octobre 1920.

## Politique et administration

### Rattachements administratifs et électoraux
La commune se trouve  dans l'arrondissement de Péronne du département de la Somme. Pour l'élection des députés, elle fait partie depuis 2012 de la sixième circonscription de la Seine-Maritime.
Elle fait partie depuis 1793 du canton d'Albert. Dans le cadre du redécoupage cantonal de 2014 en France, ce canton, dont la commune est toujours membre, est modifié, passant de 26 à 67 communes.

### Intercommunalité
La commune est membre de la communauté de communes du Pays du Coquelicot, créée fin 2001 sous le nom de Communauté de communes de la région d'Albert - Acheux en Amiénois et Bray-sur-Somme.

### Liste des maires
| Période                                  | Période                   | Identité        | Étiquette | Qualité |
| ---------------------------------------- | ------------------------- | --------------- | --------- | --- |
| Les données manquantes sont à compléter. |                           |                 |           | |
| mars 2001                                | En cours (au 28 mai 2020) | Michel Watelain | DVD       | Exploitant agricole céréalier Président de la CC du Pays du Coquelicot (2017 → ) Réélu pour le mandat 2020-2026 |

## Population et société

### Démographie
L'évolution du nombre d'habitants est connue à travers les recensements de la population effectués dans la commune depuis 1793. Pour les communes de moins de 10 000 habitants, une enquête de recensement portant sur toute la population est réalisée tous les cinq ans, les populations de référence des années intermédiaires étant quant à elles estimées par interpolation ou extrapolation. Pour la commune, le premier recensement exhaustif entrant dans le cadre du nouveau dispositif a été réalisé en 2008.

En 2022, la commune comptait 169 habitants, en évolution de −1,74 % par rapport à 2016 (Somme : −1,26 %, France hors Mayotte : +2,11 %).
| 1793 | 1800 | 1806 | 1821 | 1831 | 1836 | 1841 | 1846 | 1851 |
| ---- | ---- | ---- | ---- | ---- | ---- | ---- | ---- | ---- |
| 261  | 283  | 295  | 302  | 321  | 293  | 283  | 260  | 236  |

| 1856 | 1861 | 1866 | 1872 | 1876 | 1881 | 1886 | 1891 | 1896 |
| ---- | ---- | ---- | ---- | ---- | ---- | ---- | ---- | ---- |
| 244  | 224  | 209  | 205  | 203  | 186  | 185  | 153  | 157  |

| 1901 | 1906 | 1911 | 1921 | 1926 | 1931 | 1936 | 1946 | 1954 |
| ---- | ---- | ---- | ---- | ---- | ---- | ---- | ---- | ---- |
| 135  | 124  | 107  | 90   | 90   | 82   | 90   | 103  | 104  |

| 1962 | 1968 | 1975 | 1982 | 1990 | 1999 | 2006 | 2008 | 2013 |
| ---- | ---- | ---- | ---- | ---- | ---- | ---- | ---- | ---- |
| 110  | 104  | 126  | 129  | 136  | 134  | 152  | 157  | 170  |

| 2018 | 2022 | - | - | - | - | - | - | - |
| ---- | ---- | - | - | - | - | - | - | - |
| 171  | 169  | - | - | - | - | - | - | - |

### Enseignement
Les enfants de la commune sont scolarisés par le regroupement pédagogique concentré des Cinq tilleuls' qui regroupe également Bouzincourt, Senlis-le-Sec, Millencourt et Hénencourt et dispose en 2017 d'une école de 6 classes à Bouzincourt.
Une garderie est organisée avant la classe à Laviécourt et Bouzincourt, et, après la classe, à Bouzincourt.
L'école de Laviéville a été réaffectée en local de la mairie.

### Manifestations culturelles et festivités
- À la fin juin, le comité des fêtes de Laviéville organise, depuis plusieurs années[Quand ?], une « fête des fruits rouges et de l'artisanat »[24].

## Culture locale et patrimoine

### Lieux et monuments
- Église Notre-Dame-de-l'Assomption[25], reconstruite après les destructions de la Première Guerre mondiale. L'édifice ne dispose pas de clocher mais une statue de la Vierge surplombe le portail d'entrée[26].

- Vieille croix de grès. Supposée avoir un lien avec les Templiers ou plutôt les Hospitaliers.
- Monument aux morts, constitué d'une plaque commémorative[27].

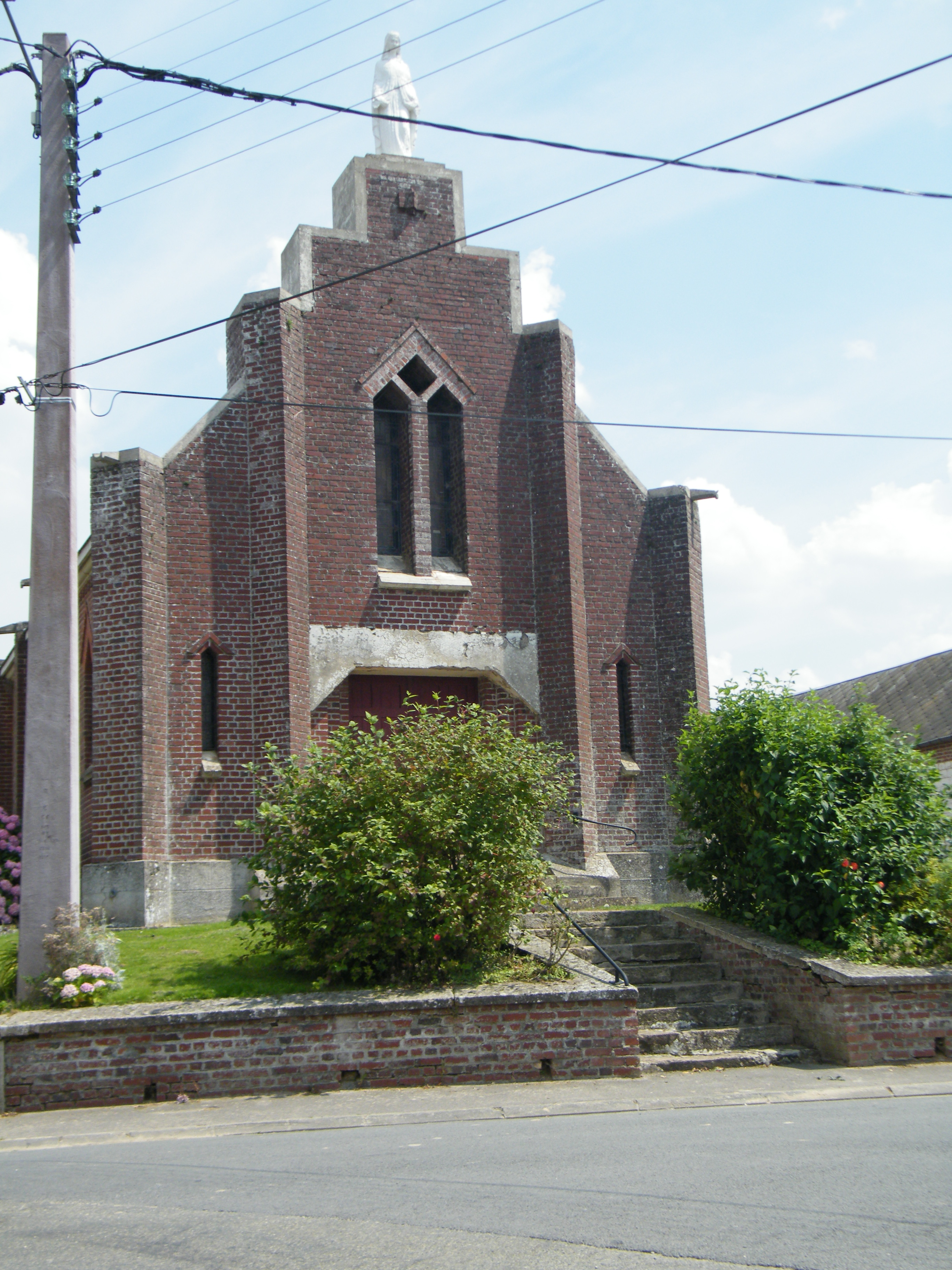
L'église Notre-Dame-de-l'Assomption.
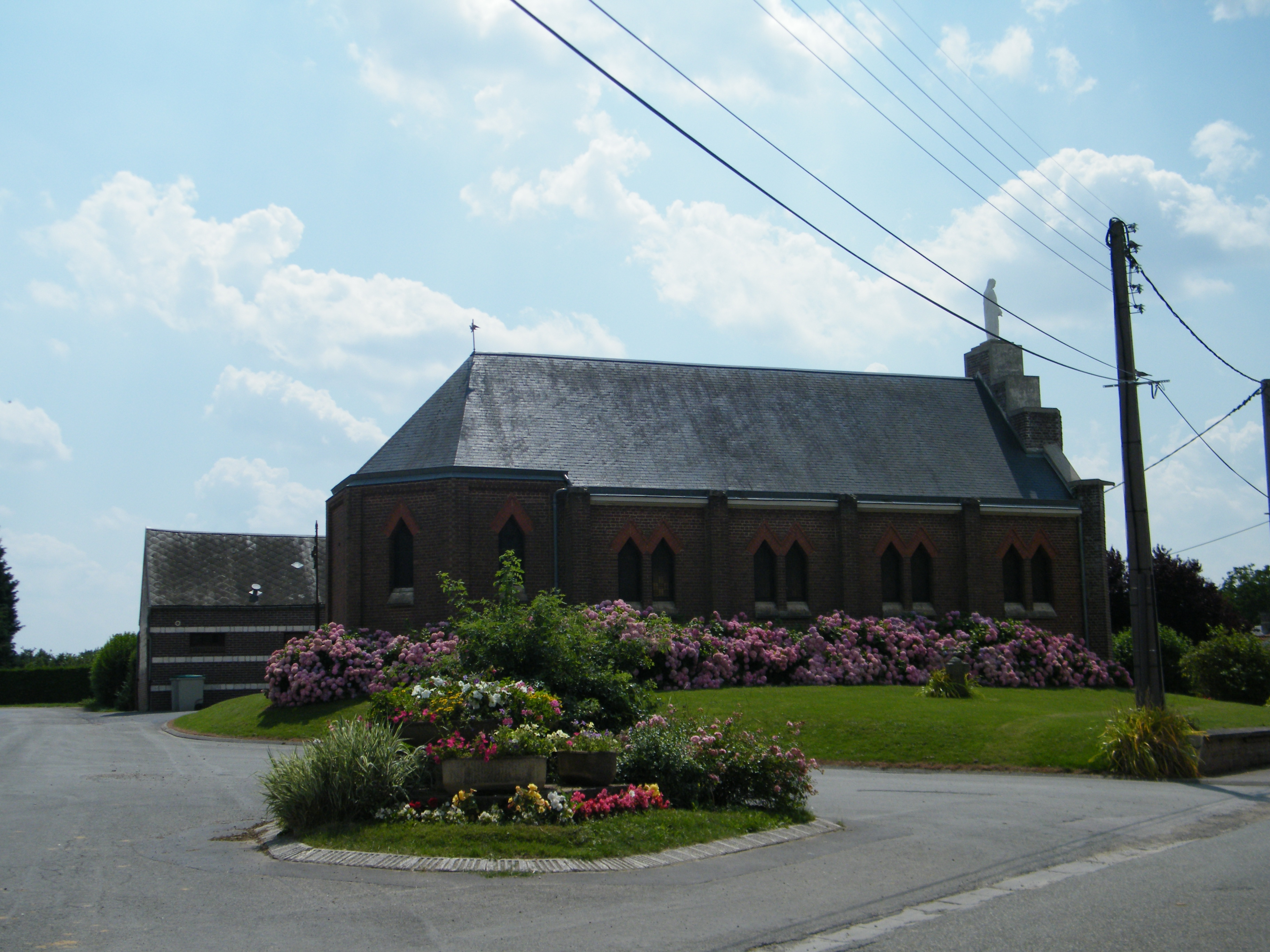
Autre vue de l'église.